# Makutupora
Makutupora es un barrio administrativo en el distrito urbano Dodoma de la Región de Dodoma de Tanzania. De acuerdo al censo del 2002, el barrio tiene una población de 13,465.